# Ron Wilson (Pianist)
Ron Wilson (* 17. Mai 1948; † 21. September 2009) war ein amerikanischer Jazzmusiker (Piano, E-Piano, auch Gesang), der meist in Europa arbeitete.
Wilson arbeitete ab den 1970er-Jahren in Belgien und den Niederlanden u. a. in der kollaborativen Open Sky Unit um Jacques Pelzer (gleichnamiges Album entstand 1974), und eigenen Gruppen. Mit einem eigenen Trio, bestehend aus Georg Linges (Bass) und Peter Eisheuer (Schlagzeug), spielte er 1980 das Album Zone Bleue ein. Ferner arbeitete er ab Mitte der 1980er-Jahre mit dem Sänger Bill Ramsey und dem Doug Sides Ensemble. Weiterhin ist er auf dem Album The Chant (1995) von John Marshall zu hören.